# Лабендзе (Лодзинське воєводство)
Лабендзе (пол. Łabędzie) — село в Польщі, у гміні Варта Серадзького повіту Лодзинського воєводства.
Населення — 181 особа (2011).
У 1975-1998 роках село належало до Серадзького воєводства.

## Демографія
Демографічна структура станом на 31 березня 2011 року:
|          | Загалом | Допрацездатний вік | Працездатний вік | Постпрацездатний вік |
| -------- | ------- | ------------------ | ---------------- | -------------------- |
| Чоловіки | 87      | 16                 | 59               | 12                   |
| Жінки    | 94      | 15                 | 52               | 27                   |
| Разом    | 181     | 31                 | 111              | 39                   |